# Helmiopsiella
Helmiopsiella  es un género de plantas con flores con cuatro especies perteneciente a la familia de las  Malvaceae. Es originario de Madagascar. 

## Taxonomía
El género fue descrito por Jean Arènes y publicado en Bulletin du Muséum d'Histoire Naturelle, sér. 2  28: 150-151, en el año 1956. La especie tipo es Helmiopsiella madagascariensis Arènes.

## Especies
| - Helmiopsiella ctenostegia - Helmiopsiella leandrii - Helmiopsiella madagascariensis - Helmiopsiella poissonii |